# 贾尔冈
贾尔冈（Jalgaon）是印度的城市，由馬哈拉施特拉邦負責管轄，位於該國西部，距離首府孟買400公里，海拔高度209米，每年平均降雨量784毫米，主要經濟活動有農業和旅遊業，2011年人口460,468。